# Иннокентьевка (Приморский край)
Инноке́нтьевка — село в Лесозаводском городском округе Приморского края России.

## География
Село находится на правом берегу реки Уссури, на автодороге, отходящей от автотрассы А370 «Уссури» на 10 км у села Глазовка к селу Покровка Яковлевского района, на расстоянии 26 км (по прямой) к юго-востоку от города Лесозаводск, административного центра округа.
Южнее села проходит административная граница между Лесозаводским городким округом и Кировским районом, до села Еленовка Кировского района около 10 км.

## История
Село основано в 1901 году. Названо (по одной из версий) в честь митрополита Иннокентия (1797—1879).

## Население
| 1915 | 1926 | 2002 | 2007 | 2010 |
| ---- | ---- | ---- | ---- | ---- |
| 807  | ↘752 | ↗834 | ↘769 | ↘562 |

## Улицы
| - ул. 40 лет Победы, - ул. Виноградная, - ул. Горная, - ул. Заводская, - пер. Заводской, | - ул. Ленина, - ул. Лесная, - ул. Магистральная, - ул. Нижняя, - ул. Новая, | - ул. Садовая, - ул. Северная, - ул. Смольная, - ул. Титова, - ул. Школьная. |

## Экономика
Жители занимаются сельским хозяйством.